# Gonomyia cryophila
Gonomyia cryophila là một loài ruồi trong họ Limoniidae. Chúng phân bố ở miền Australasia.